# Pallulaspis ephedrae
Pallulaspis ephedrae är en insektsart som beskrevs av Ferris 1937. Pallulaspis ephedrae ingår i släktet Pallulaspis och familjen pansarsköldlöss. Inga underarter finns listade i Catalogue of Life.